# ジェネシス (ヒョンデ)
ジェネシス（Genesis、제네시스）は、韓国のヒョンデ自動車が展開する高級車ブランドである。

## 概要

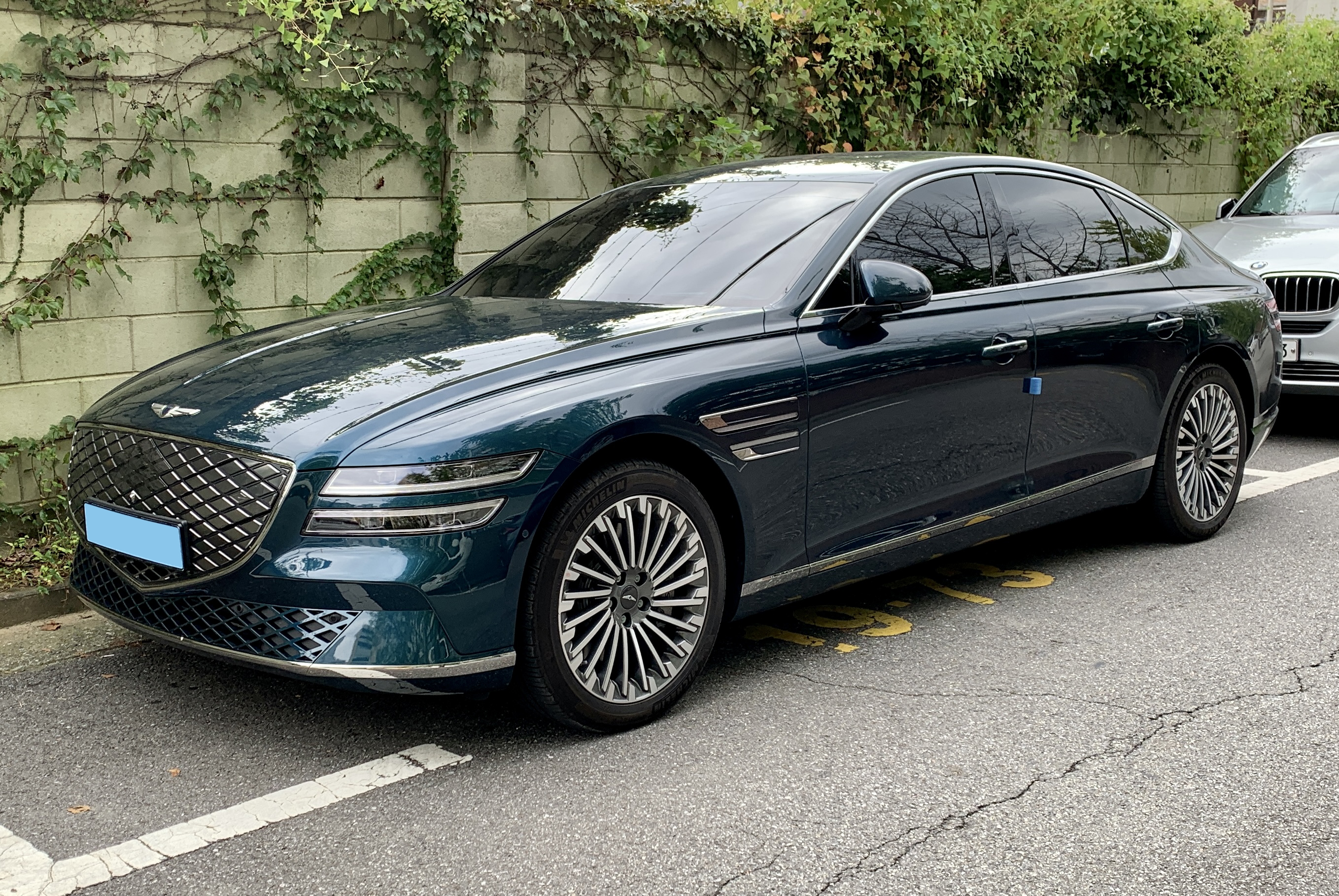
エレクトリファイド G80

2004年にジェネシスの開発を開始する時点から、2008年のジェネシス販売開始を目標に、トヨタ自動車のレクサスや日産自動車のインフィニティ同様、独立した高級車ブランドを設立する思想自体はあったものの、当時は世界金融危機に加え、高級車市場にとって向い風であったこと、さらに、単一車種でのブランド形成は難しいと判断し、設立を断念した。
その後、ヒョンデは設計、試験、パワートレインや素材の選定、品質の全部分において新ブランド形成のために注力し、2013年11月、静粛性、動力性能、ハンドリング、安全性、乗り心地といった高級車に求められる5大性能を大幅に引き上げた2代目ジェネシスを発表。
ブランド設立思想開始から10余年の経験を活かし、2015年11月4日、ソウル市内にてジェネシスブランドを正式に立ち上げることを発表すると同時に、ヒョンデ初の高級車ブランドとして各国市場に進出することを表明。併せて、数年内にジェネシスの頭文字「G」を名前の頭につけて新モデルを順次展開していく方針であることも発表され、この中にはセダンのみならず、クーペやスポーツ・ユーティリティ・ビークル（SUV）も含まれる。なお、高級車ブランドの立ち上げは韓国メーカーとしては初めての試みであり、同社初の国産車であるポニーの生産開始から40年での実現となった。
ラテン語で「創世記」を意味するブランド名は「性能やデザインなど、全ての面で進歩と革新ある高級車像を切り拓きたい」という意味が込められている。また、各市場でジェネシスが高級車としての認知度が高いという点も考慮している。
独立したブランドではあるが、立ち上げ当初は独自の公式ブランドサイトだけでなくヒョンデ公式サイトの一角でも展開を行っていた（現在は別々に展開）。販売については基本的に既存の現代ディーラー網を活用するものの、2018年1月にはソウルの江南区に世界初となる専用ショールーム「ジェネシス江南」、2020年には専用展示ホールである「ジェネシスレジン」をオープンさせている。

## 歴史
2015年12月9日、韓国でブランド初となる高級車「EQ900」（海外名：G90）が発表された。これは従来のエクウスに取って代わるモデルとなる。
2016年6月2日には、釜山モーターショーにてジェネシスのフェイスリフト版である「G80」が披露され、同年7月7日に発表・販売を開始した。これは事実上、ジェネシスの後継車種となる。
2018年11月、EQ900がマイナーチェンジを機に「G90」に改名。これにより、韓国国内においても他国同様、全てのモデルが「G～」を名乗ることとなった。
2020年1月、同ブランド初のSUVであるGV80が、そして同年12月にSUV第2弾となるGV70が発表された。
2021年7月、同ブランド初のEVであるエレクトリファイド G80が発表された。
2021年8月13日、グランツーリスモ向けに開発した5台の車をモントレーカーウィークにて発表。代表のSangYup Leeはジェネシスのモータースポーツへの参入に強い意欲をみせている。
2021年8月18日、ジェネシス初のEV専用車種となるGV60が発表された。
2021年9月1日、ジェネシスは2025年以降の新車種について全て電動化し、2030年までに完全なゼロ・エミッションを達成し、2035年までにカーボンニュートラルを実現することを目指すと発表した。具体的には二次電池式電気自動車（BEV）と燃料電池自動車 （FCEV）の二面戦略を採用し、BEVについてはより高性能なリチウムイオン二次電池を、FCEVについてはより高出力の燃料電池の開発に取り組むとしている。
2022年5月25日、グランツーリスモとオフィシャルパートナーシップ契約を結んだことを正式に発表。グランツーリスモ ワールドシリーズ2022シーズン中、先にパートナーシップ契約を結んだトヨタやマツダと同様に、ワールドシリーズ全戦、および年間タイトル決定戦ワールドファイナルへの出場マニュファクチャラーとなった。
2023年12月3日、グランツーリスモのビジョン グランツーリスモ10周年記念車両として、「ジェネシス X グラン ベルリネッタ ビジョン グランツーリスモ Concept」を発表。
2024年3月26日、ジェネシスのスポーツブランド「マグマ」を発表。先のビジョン グランツーリスモやGV80 Coupe conceptに採用された新色「マグマオレンジ」をあしらったブランドで、外装色だけに留まらず内外装ともに特別な仕様となっている。2024年3月現在はコンセプトカーのみの発表だが、後に市販車にも「マグマ」を追加していくとの発表も行われた。

## ラインナップ
全車種において、Gは「Genesis」の頭文字を意味し、SUV系の車種に付くVはVersatility（汎用性）を意味する。また、全車種後輪駆動もしくは後輪駆動ベースのAWDである。
- セダン
  - G90（ジー・ナインティー）
  - G80（ジー・エイティー）
    - ELECTRIFIED G80（エレクトリファイド・ジー・エイティー）

  - G70（ジー・セブンティー）
- シューティングブレーク
  - G70 Shooting Brake（ジー・セブンティー・シューティングブレーク）
- SUV
  - GV80（ジーヴイ・エイティー）
    - GV80 COUPE（ジーヴイ・エイティー クーペ）

  - GV70（ジーヴイ・セブンティー）
    - ELECTRIFIED GV70（エレクトリファイド・ジーヴイ・セブンティー）

  - GV60（ジーヴイ・シックスティー） - ジェネシスブランド最小かつ唯一のEV専用車（E-GMP採用車種）。

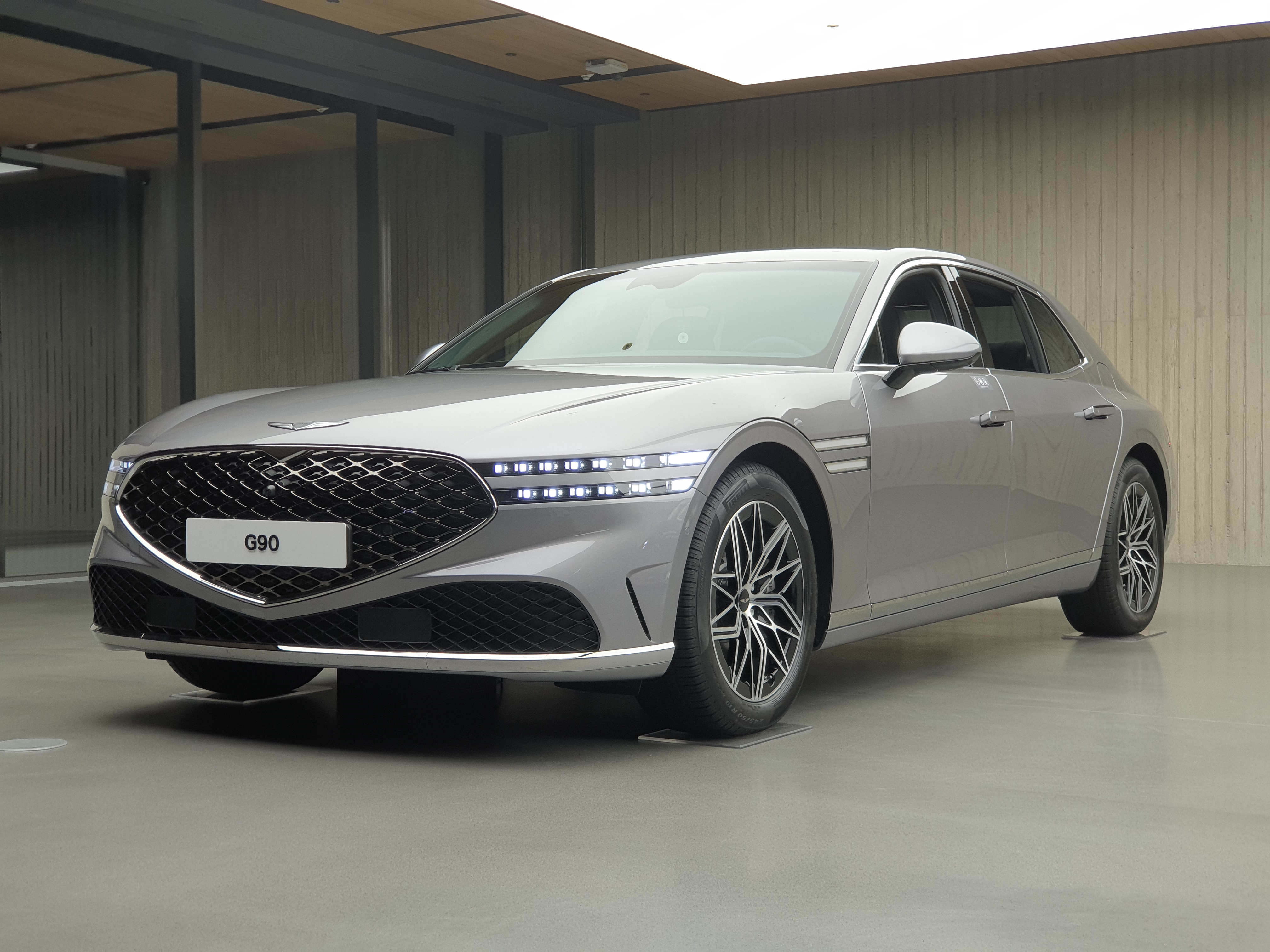
G90
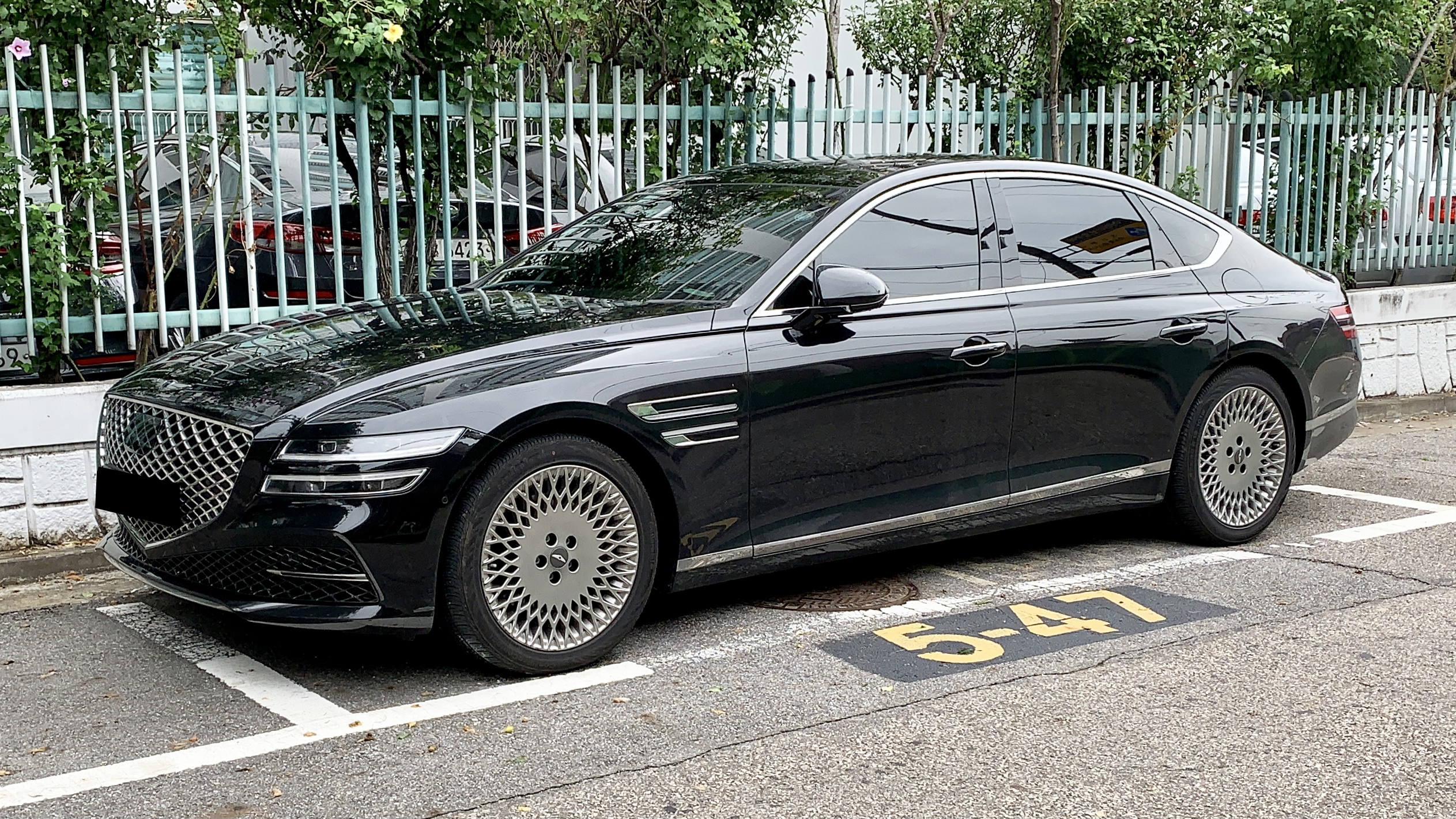
G80
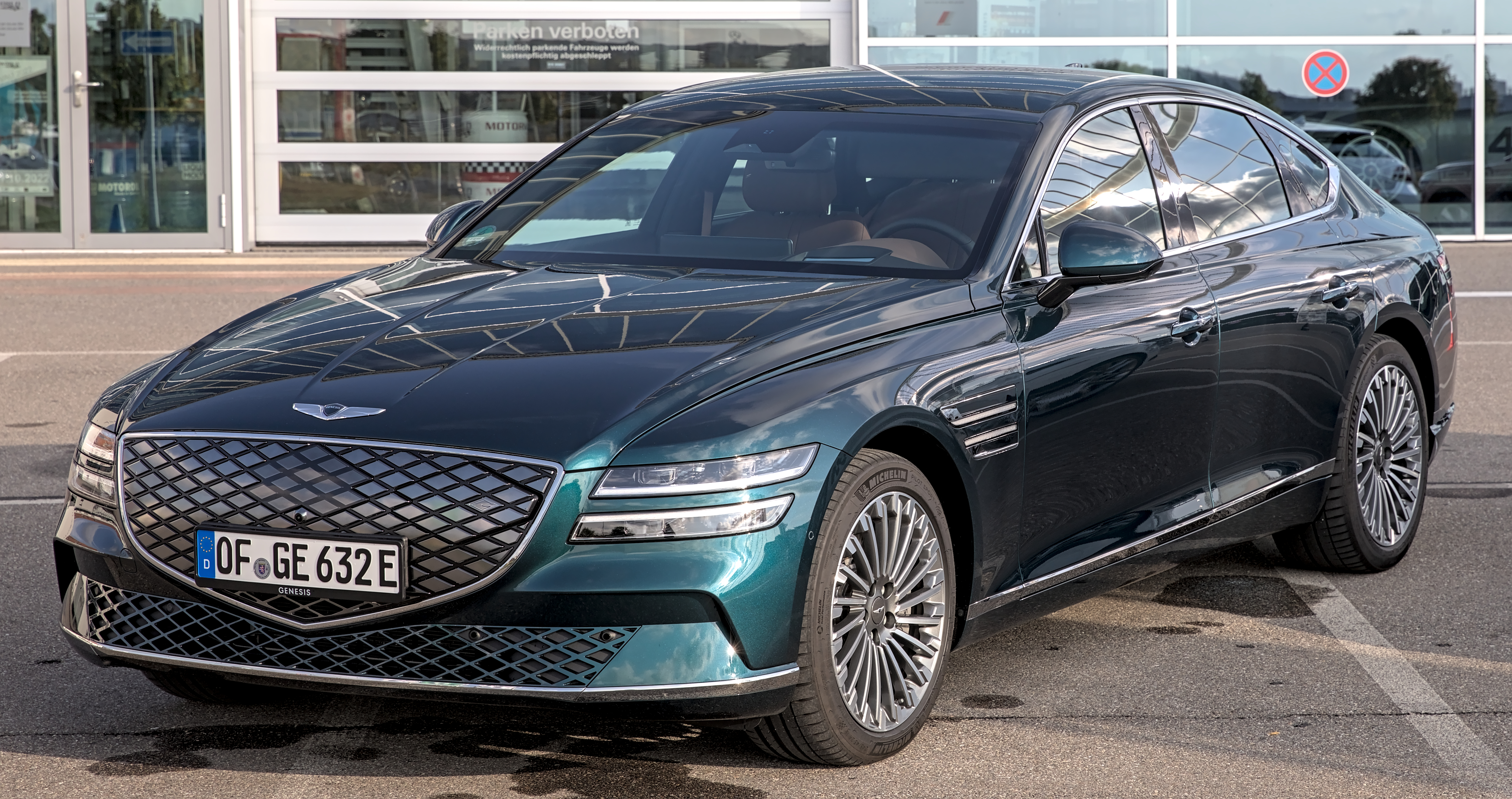
ELECTRIFIED G80
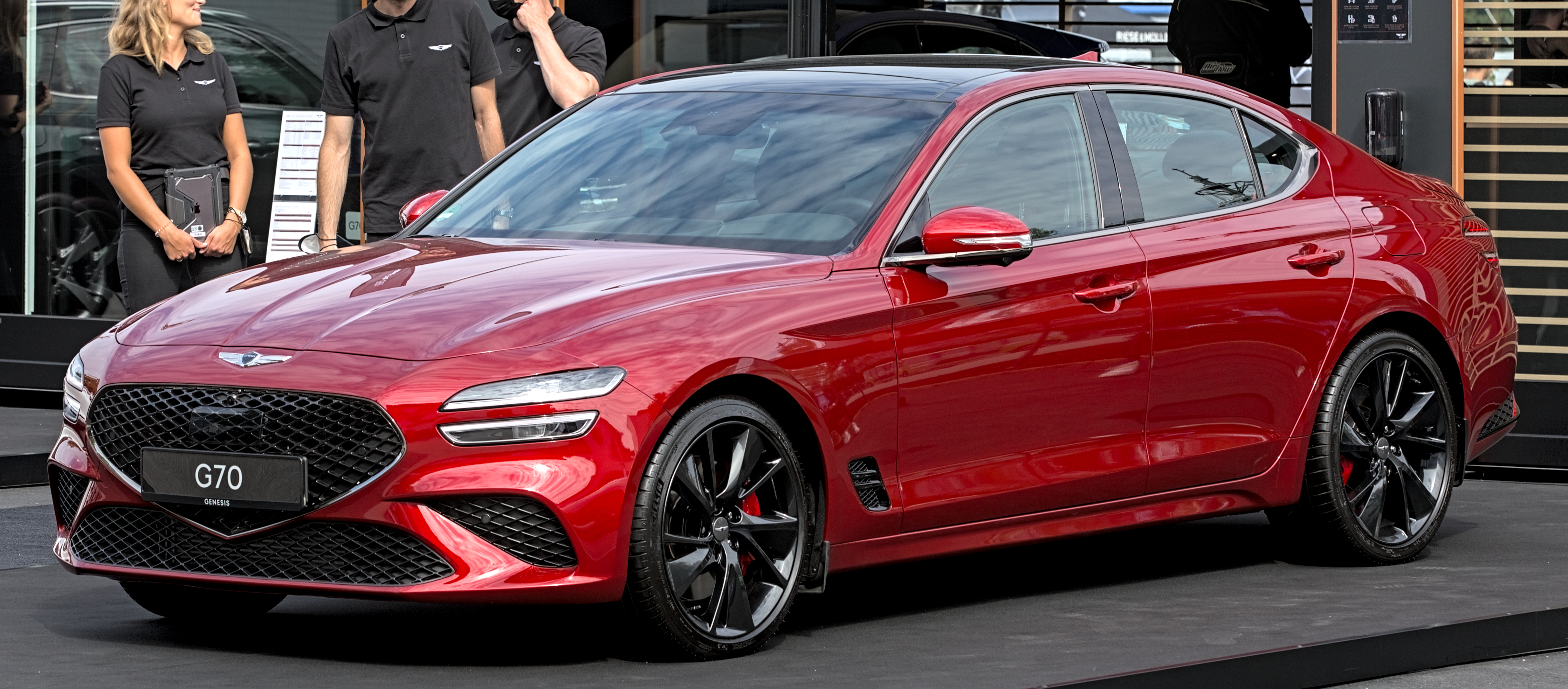
G70
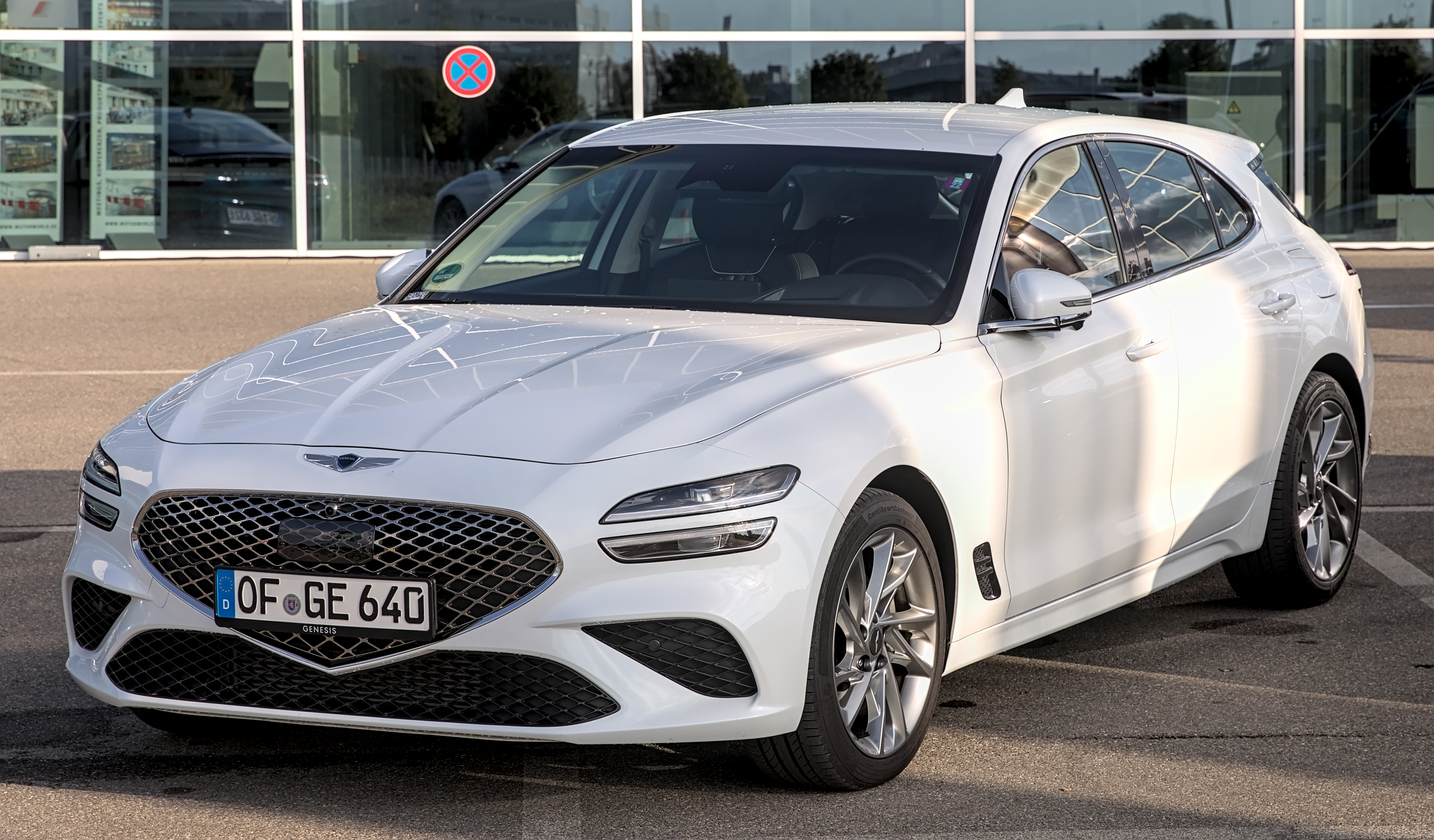
G70 Shooting Brake
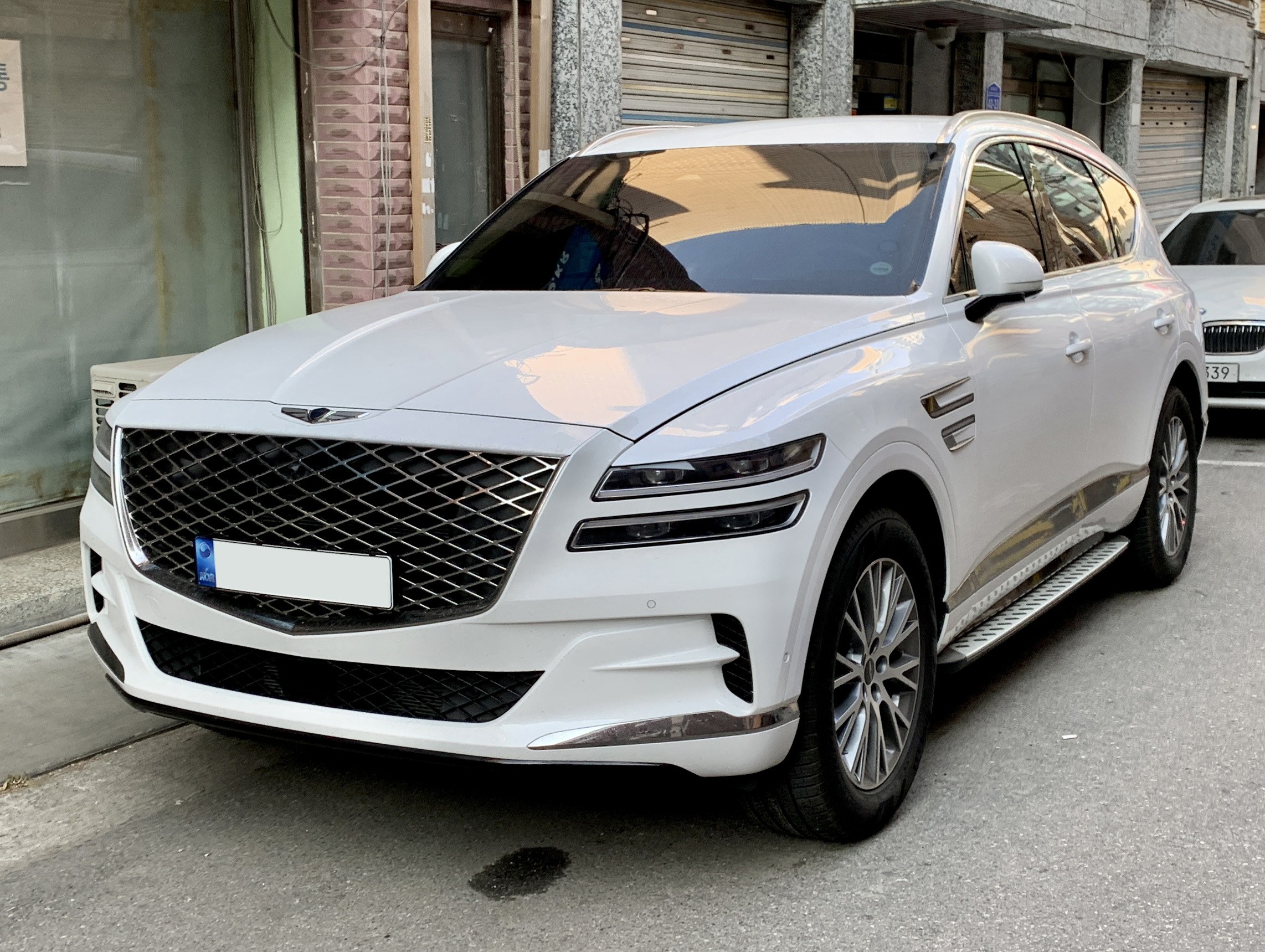
GV80
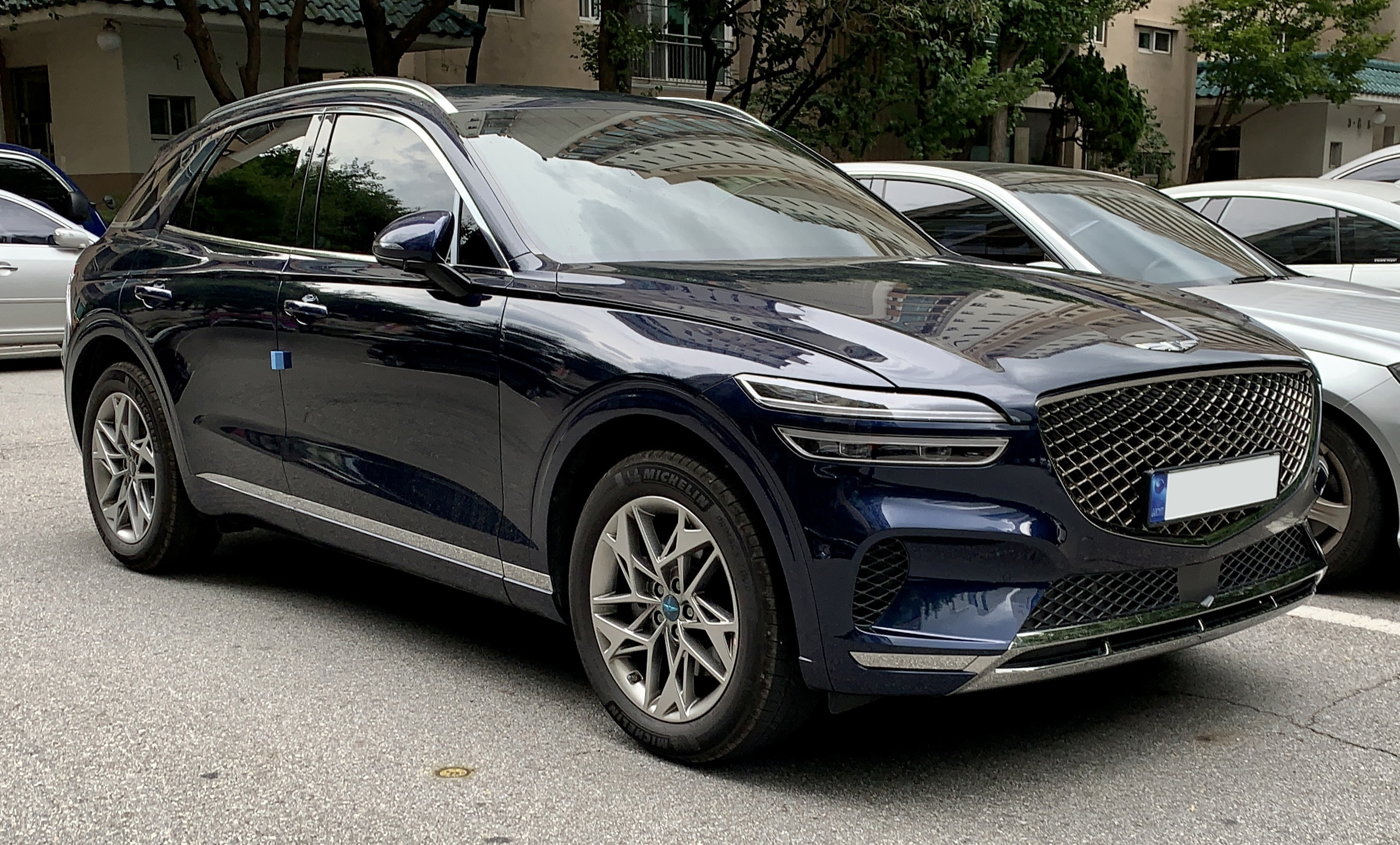
GV70
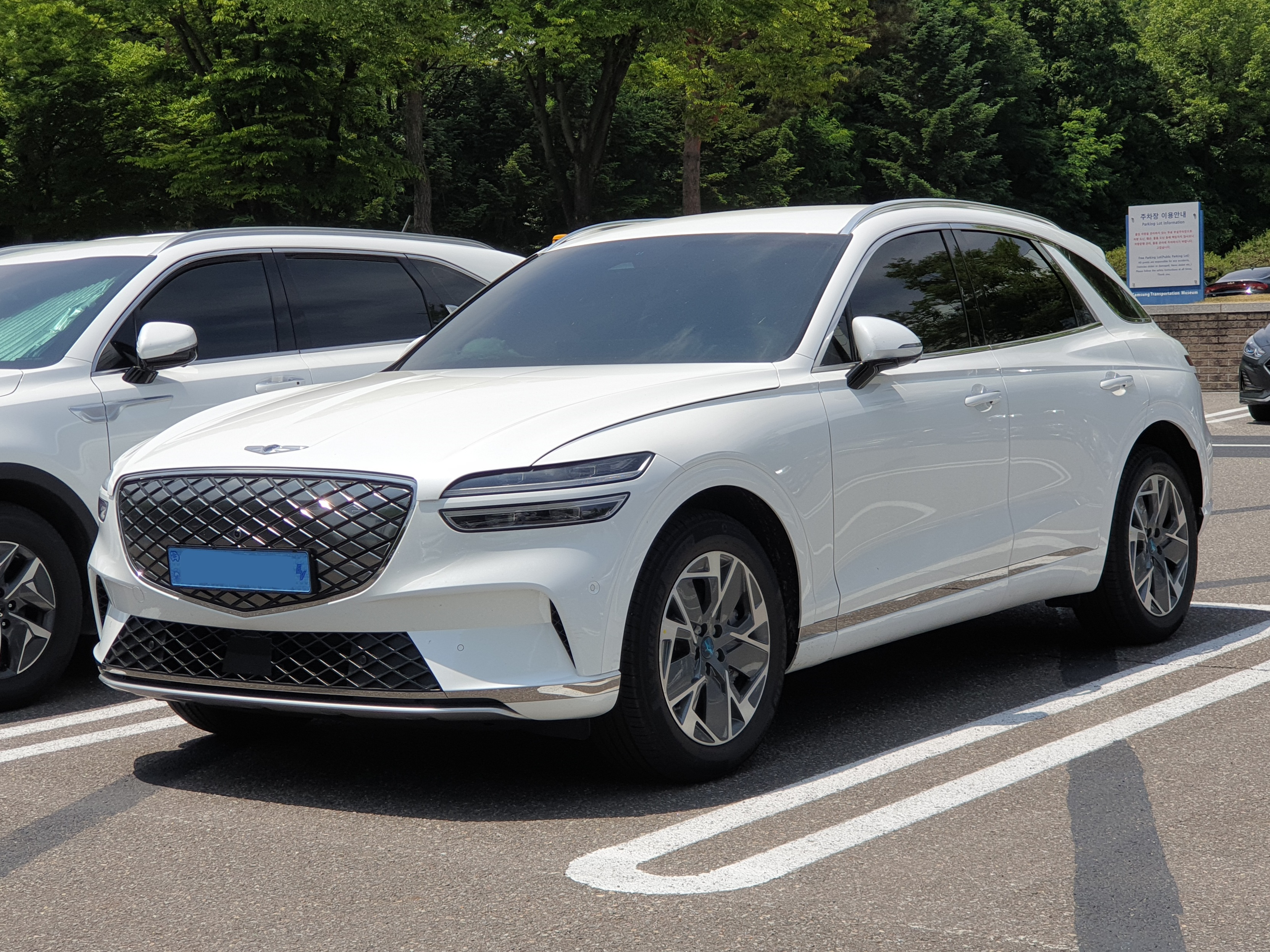
ELECTRIFIED GV70
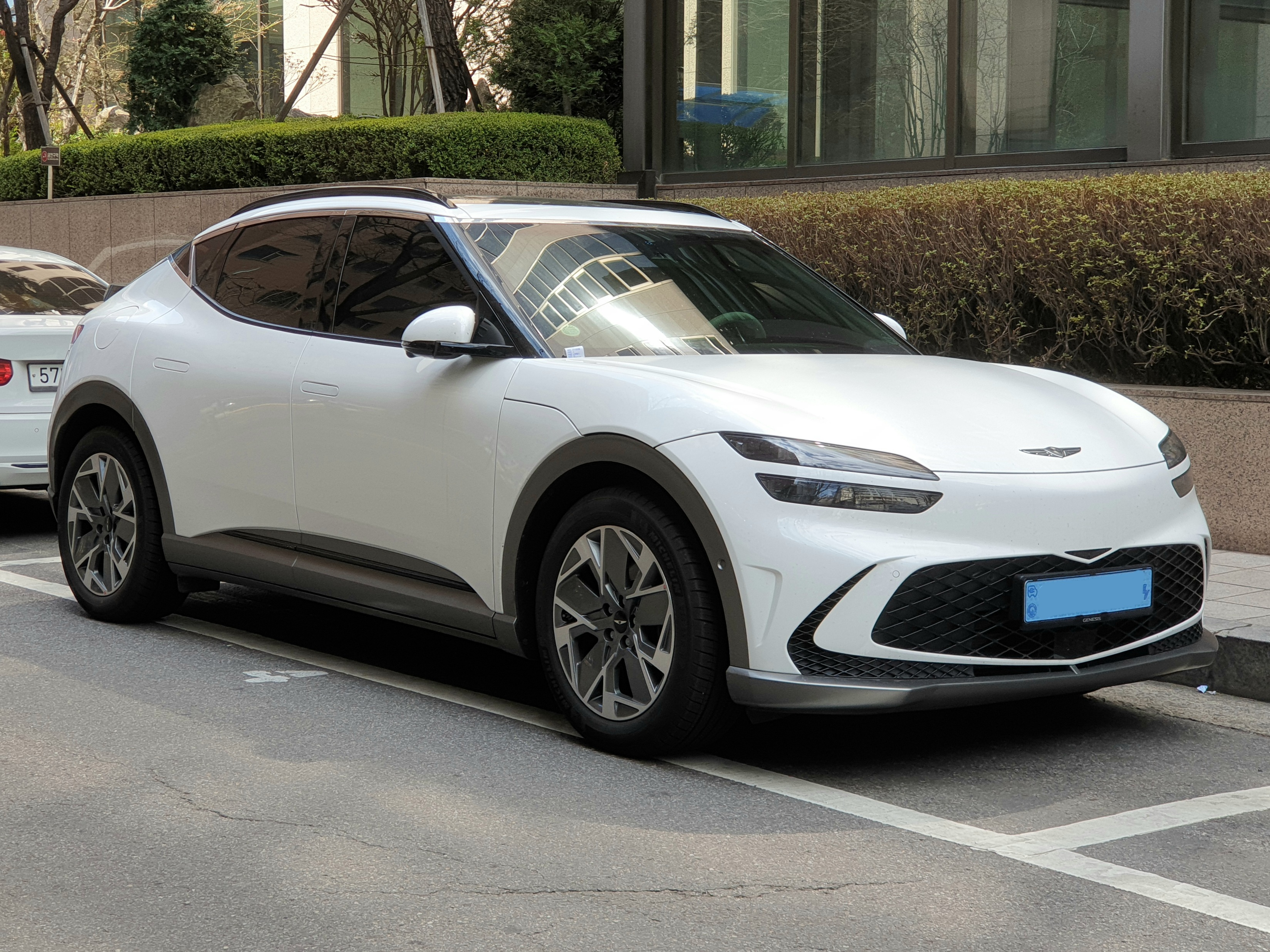
GV60

## コンセプトカー
- Vision G（英語版）（2015年）
- New York Concept（英語版）（2016年）
- GV80 Concept（2017年）
- Essentia Concept（英語版）（2018年）
- Mint Concept（英語版）（2019年）
- X Concept（英語版）（2021年）
- X Speedium Coupe（英語版）（2022年）
- X Convertible（英語版）（2022年）
- GV80 Coupe Concept（2023年）
- X Gran Berlinetta Visioon Gran Turismo（2023年）

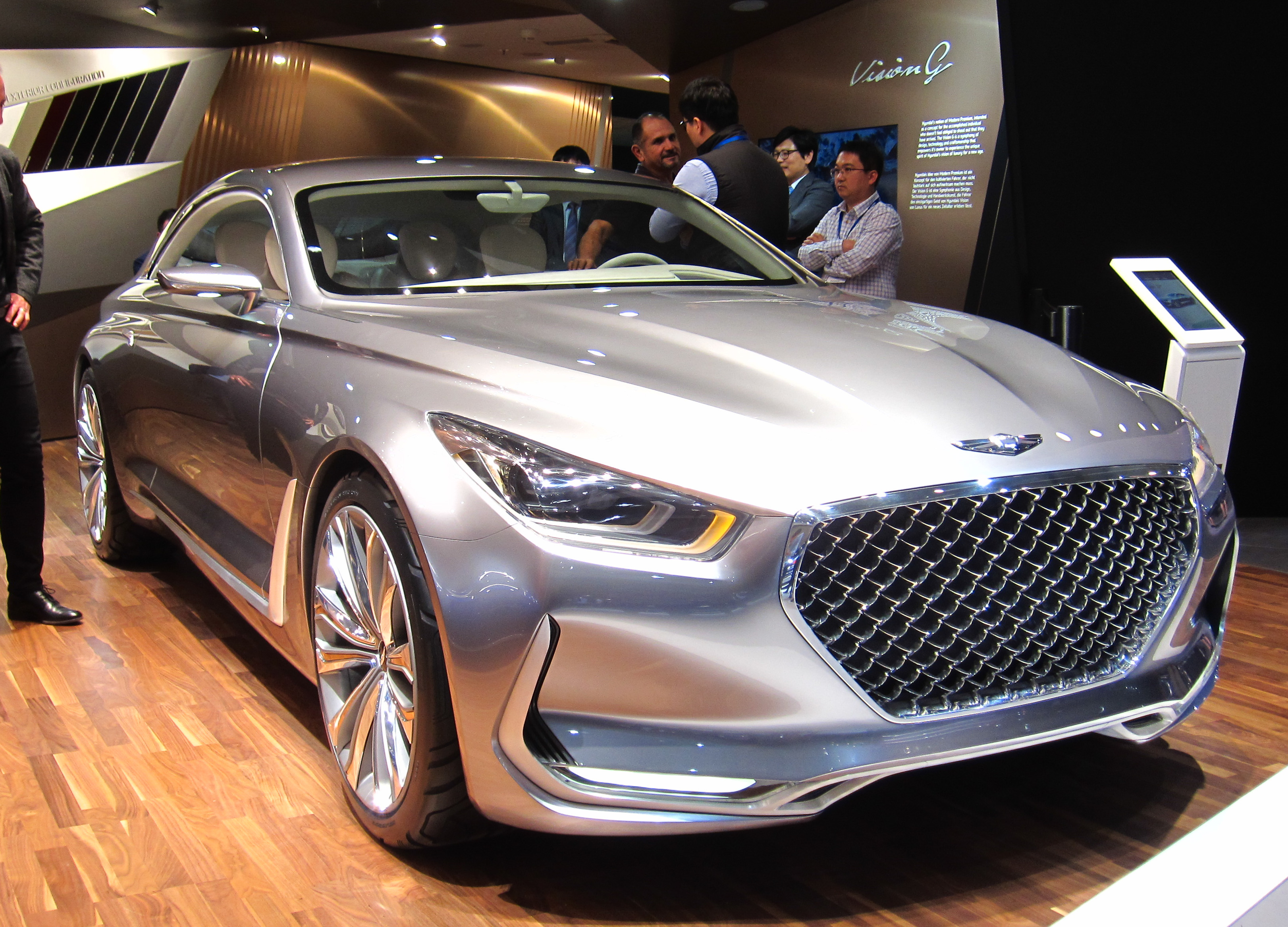
Vision G
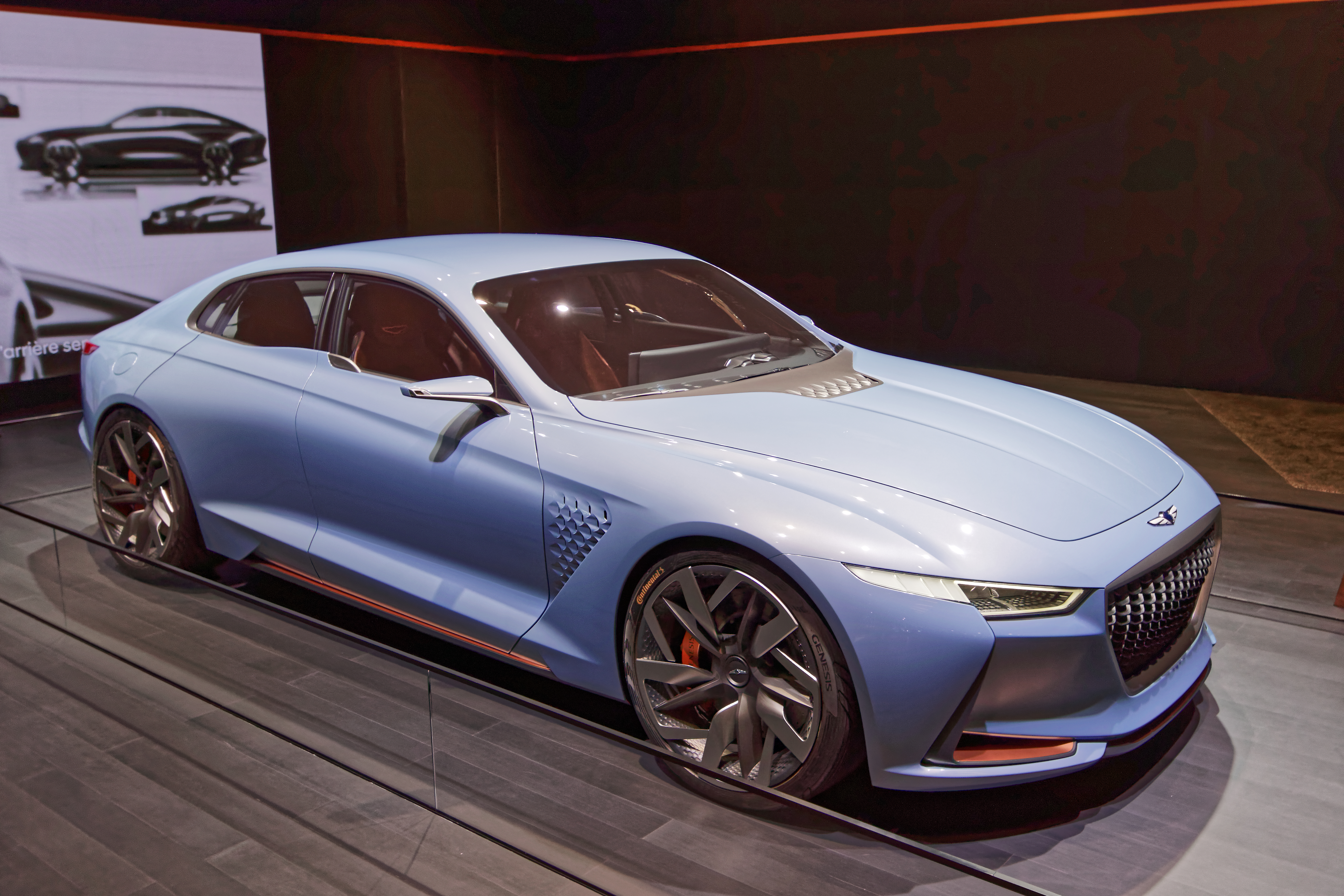
New York Concept
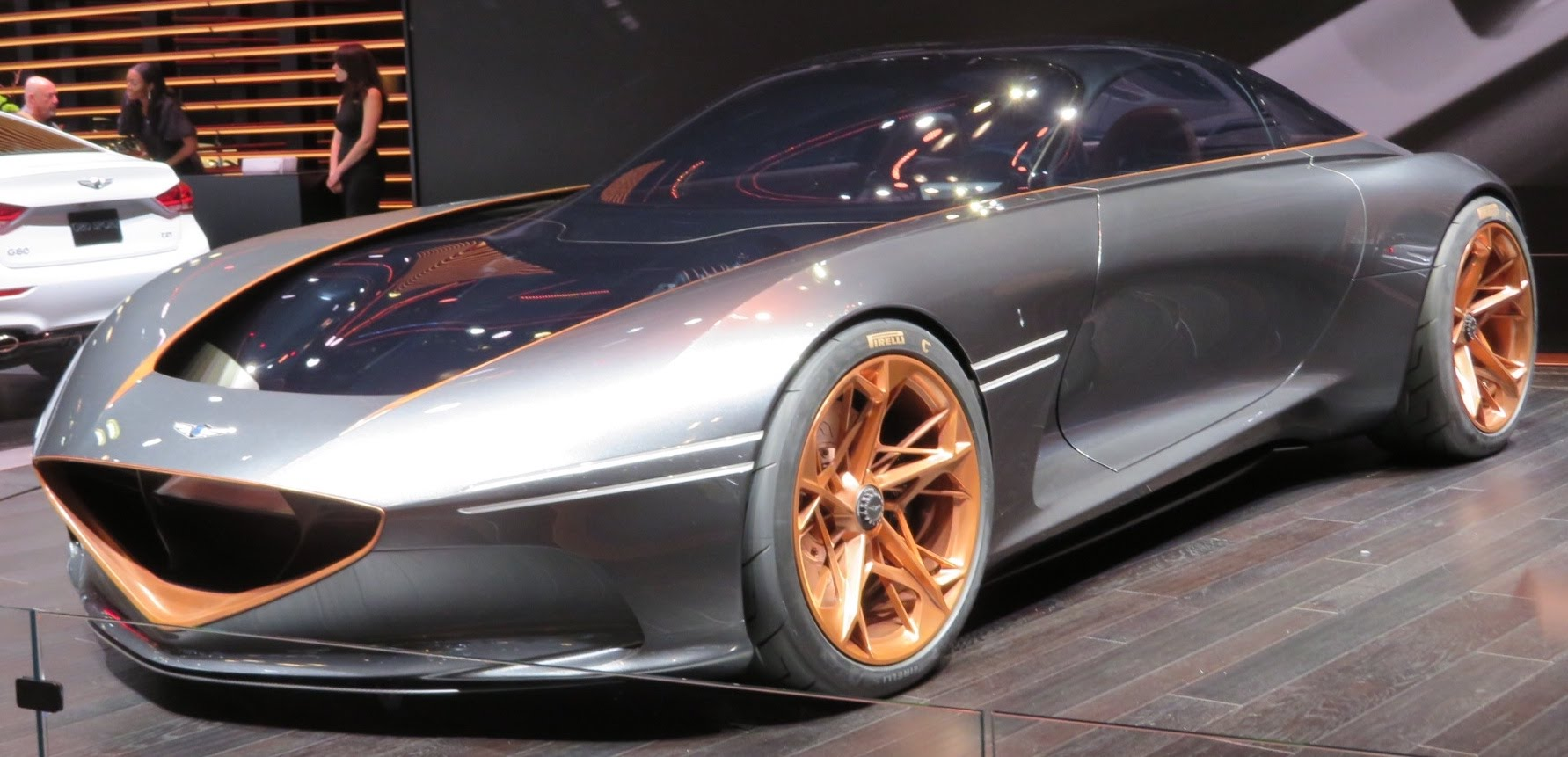
Essentia Concept
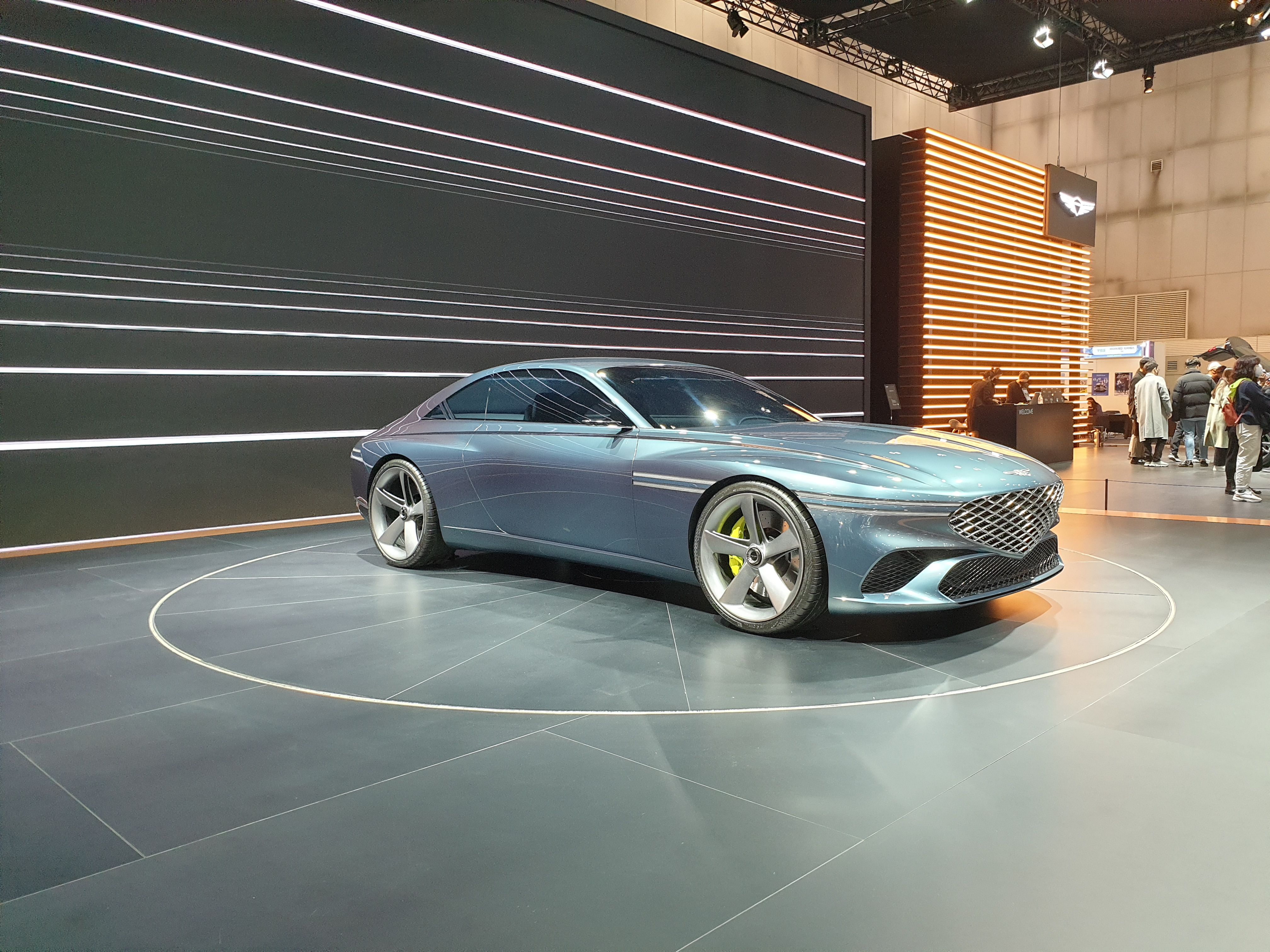
X Concept
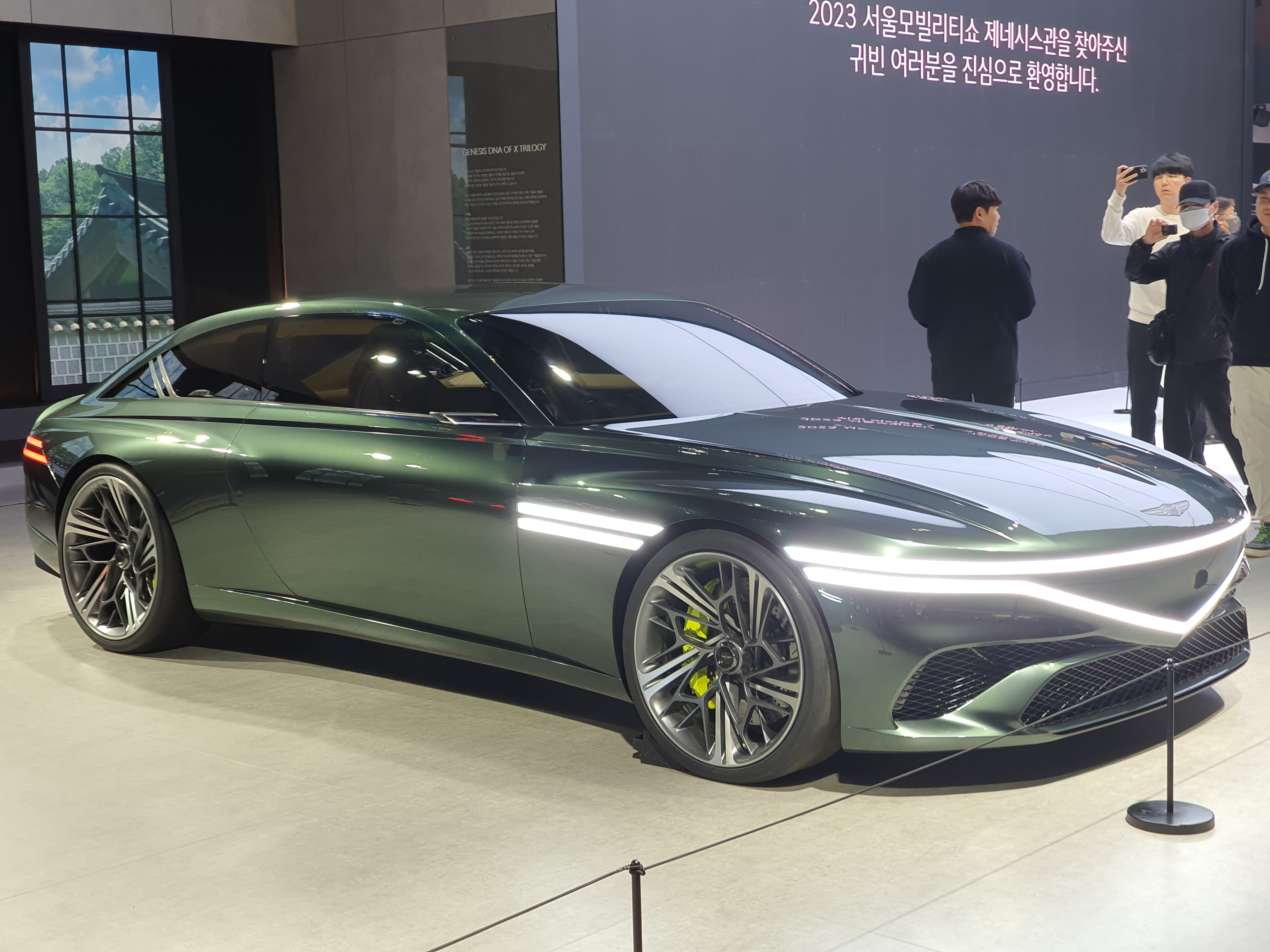
X Speedium Coupe
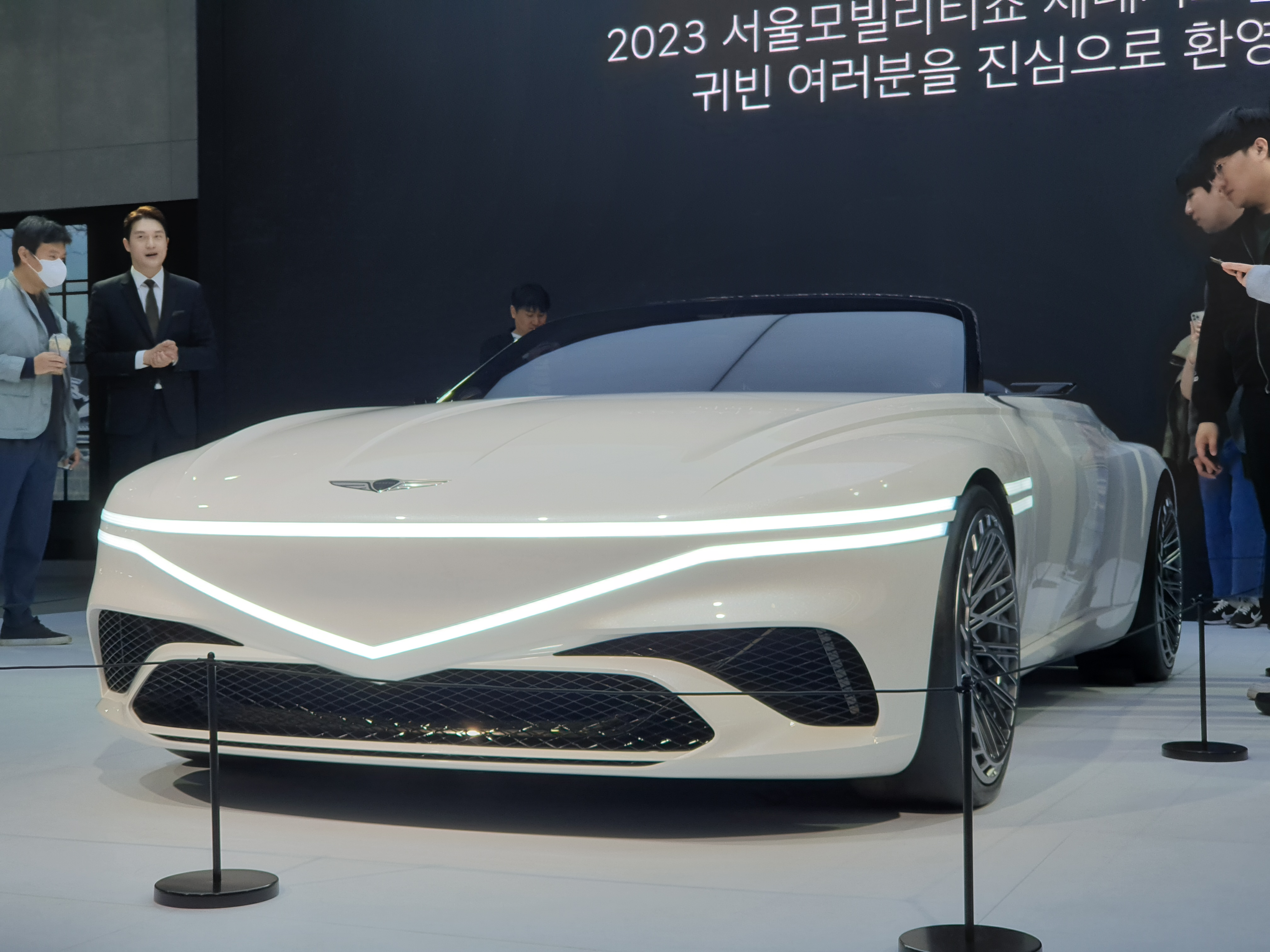
X Convertible

## モータースポーツ
2024年、現代自動車（ヒョンデ）はジェネシスの名を使用し、LMDh規定にてオレカ製シャシーのハイパーカー「GMR-001」で2026年よりFIA 世界耐久選手権（WEC）に、2027年よりウェザーテック・スポーツカー選手権に参戦する事を発表した。チームマネージャーは元ルノーF1代表で現在はヒョンデの世界ラリー選手権（WRC）チーム（ヒョンデ・モータースポーツ）代表を務めるシリル・アビテブールが兼任し、ドライバーにはアンドレ・ロッテラーとピポ・デラーニの起用が内定している。またドライバー育成目的で、2025年よりヨーロピアン・ル・マン・シリーズ（ELMS）のLMP2クラスにも参戦し、ドライバーはローガン・サージェント/ジェイミー・チャドウィック/マティス・ジョベールの3名を起用する。